# عمر أصغر خان
عمر أصغر خان (بالأردوية: عمر اصغر خان)‏ (بالإنجليزية: Omar Asghar Khan)‏ هو اقتصادي وسياسي باكستاني، ولد في 3 يوليو 1953، وتوفي في 25 يونيو 2002 في كراتشي في باكستان. انتخب Ministry of Environment (Pakistan) ‏.